# Skogslången
Skogslången är en sjö i Lekebergs kommun i Närke och ingår i Norrströms huvudavrinningsområde.